# Плохой Ігор Іванович
Плохой Ігор Іванович (5 грудня 1968, Новоросійськ) — український політик та болгарський бізнесмен. Народний депутат України двох скликань, член фракції Партії регіонів (з 11.2007), член Комітету з питань законодавчого забезпечення правоохоронної діяльності (2007—2012). Згодом отримав болгарське громадянство.

## Життєпис
Народився 5 грудня 1968 р. (м. Новоросійськ, Краснодарський край, Росія).
Освіта: Ленінградське вище училище залізничних військ і військових сполучень (1989), інженер з управління руху; Одеський державний університет ім. І.Мечникова (2000), юрист; Одеський регіональний інститут державного управління, Національна академія державного управління при Президентові України.
Народний депутат України 6-го скликання (2007-2012) від Партії регіонів, № 109 в списку. На час виборів: тичасово не працював, б/п.
З квітня 2002 по березень 2005 — Народний депутат України 4-го скликання, обраний по виборчому округу № 141, Одеська область, самовисування. За 25.16 %, 9 суперн. На час виборів: тимчасово не працював, член НДП. член фракції «Єдина Україна» (05.-06.2002), член групи «Демократичні ініціативи» (06.2002-05.04), позафр. (05.-06.2004), член групи «Демократичні ініціативи Народовладдя» (06.-09.2004), член групи «Демократичні ініціативи» (09.2004-09.05), член фракції Блоку Ю.Тимошенко (09.-12.2005), позафр. (20.-23.12.2005), член фракції Партії регіонів «Регіони України» (з 12.2005), член Комітету з питань законодавчого забезпечення правоохоронної діяльності (з 06.2002).
- 1989-90 — помічник військ. коменданта, залізн. станція «Георгіу-Деж», Росія.
- 1990-94 — інженер віддліу, об'єднання «Одесапостачмашімпорт».
- 1994-97 — нач., пост «Пересип» Одес. митниці.
- 1997—2000 — заст. директора, ПП «Санта».
- 2000-01 — 1-й заст. голови, Болградська райдержадміністрації.

Член Політради НДП (12.2000-12.2002).
Як громадянин Болгарії, що проживає в Софії, є власником низки компаній у сфері будівництва, зокрема, одеського ТОВ «Жилстройсервис-2» та київського ТОВ «Новосервіс».

## Родина
- Син Руслан Плохой.